# Joseph Hartmann Stuntz
Joseph Hartmann Stuntz (Arlesheim bij Bazel, 23 juli 1793 – München, 18 juni 1859 was een Zwitsers-Duits componist, muziekpedagoog en dirigent. Hij was de zoon van de schilder Johann Baptist Stuntz (1755-1836).

## Levensloop
Stuntz werd in 1808 lid van de hofkapel in München, studeerde bij Peter von Winter en daarna onder andere nog aansluitend van 1813 tot 1816 bij Antonio Salieri in Wenen. Van 1816 tot 1818 was hij kapelmeester aan de Italiaanse opera te München. In 1824 werd hij bevorderd tot Hofoperndirektor en in 1825 tot hofkapelmeester aan het hof van koning Lodewijk I van Beieren. Als componist werd hij vooral bekend voor zijn vocale muziek. Naast opera's en talrijke liederen en koren, schreef hij vooral kerkmuziek en werken voor verschillende feestelijke gelegenheden aan het hof.
In 1826 was hij oprichter van de Münchner Liedertafel. De componist Konrad Maximilian Kunz (1812-1875) was een leerling van Stuntz.
Zijn opera's hadden niet het gewenste succes, maar enkele gingen in het Teatro alla Scala in Milaan in première.

## Composities

### Werken voor orkest
- Fantasie, voor hobo en orkest
- Frascarola ou Tarantella, danse Calabrei
- Symfonie in D mineur

### Werken voor harmonieorkest
- 1847 Turner auf zum Streite
- Festmarsch
- Teutscher Bardengesang zur Eröffnung der Walhalla, mars voor blazers en slagwerk

### Missen en gewijde muziek
- 1837 Graduale »Locus iste«, voor 4-stemmig gemengd koor
- 1837 Offertorium »Domine in simplicitate«, voor 5-stemmig gemengd koor
- Agnus Dei, voor bas, hoorn en orkest

### Muziektheater

#### Opera's
| Voltooid in | titel                                                                                           | aktes   | première                                                               | libretto                                       |
| ----------- | ----------------------------------------------------------------------------------------------- | ------- | ---------------------------------------------------------------------- | ---------------------------------------------- |
| 1819        | La rappressaglia ossia Il contracambio; ook: Das Schloß Lowinsky                                | 2 aktes | 2 oktober 1819, Milaan, Teatro alla Scala                              | Cesare Sterbini en Giuseppe Felice Romani      |
| 1820        | Heinrich IV. zu Ivry                                                                            | 3 aktes | 12 september 1820, München, Neues Königliches Hof- und Nationaltheater | Jakob Ignaz Sendtner, naar Voltaire, «Charlot» |
| 1820        | Argene e Dalmiro                                                                                | 2 aktes | 1820, Turijn                                                           | Antonio Peracchi                               |
| 1820        | Constantino                                                                                     | 2 aktes | 12 februari 1820 Venetië                                               | P. A. Tindorio Dalmiro                         |
| 1821        | Elvira e Lucindo                                                                                | 2 aktes | 1821, Milaan, Teatro alla Scala                                        | Luigi Romanelli                                |
| 1824        | Garibaldi der Agilolfinger; muziek geadapteerd uit Wolfgang Amadeus Mozart, La clemenza di Tito |         | 1824, München                                                          | Cäsar Max Heigel, naar Pietro Metastasio       |
| 1827        | König Stanislaus                                                                                | 2 aktes | 3 augustus 1827, Berlijn, Königstädtisches Theater                     | Joseph von Seyfried                            |
| 1845        | Maria Rosa                                                                                      | 3 aktes | 1845, München                                                          | Lessner                                        |

#### Toneelmuziek
- Ein Wintermärchen, 5 aktes, - première: 29 januari 1830, München, Königliches Hof- und Nationaltheater

### Werken voor koren
- Hymne à La Fontaine Merveilleuse, op. 18

### Vocale muziek
- 1847 Turner auf zum Streite
- An meine Frau
- Dåne liksom åskan bröder
- Der Spinnerin Nachtlied, voor sopraan, dwarsfluit en piano
- In's Freie, voor gemengd koor
- Wiegenlied

## Publicaties
- Jozef Robijns, Miep Zijlstra: Algemene muziek encyclopedie, Haarlem: De Haan, 1979-1984, ISBN 978-90-228-4930-9
- Rudolf Gross: Joseph Hartmann Stuntz als Opernkomponist, München. 1934. Dissertation. Würzburg, Triltsch. 80. 104
- Andreas Masel: Das Große Ober- und Niederbayerische Blasmusikbuch; mit Beiträgen von Stephan Ametsbichler, Stefan Hirsch und Heinz Wohlmuth; Ehrentafel der Ober- und Niederbayerischen Blasmusikkapellen, Wien: Verlag Christian Brandstatter, 1989, 543 p., ISBN 3-85447-291-9
- Sven G. Winquist: Musik i svenska ljudfilmer 1950-1959, Stockholm: Svensk Musik, 1985, 194 p., ISBN 978-91-854-7023-5
- Willi Schuh: Schweizer Musikbuch : Musikerlexikon, Zürich: Atlantis Verlag, 1979
- Edgar Refardt: Historisch-biographisches Musikerlexikon der Schweiz, Leipzig-Zürich: Gebr. Hug, 1928, 355 p.
- Adolph von Schaden: Artistisches München im Jahre 1835 oder Verzeichniss gegenwartig in Bayerns Hauptstadt lebender Architekten, Bildhaur, Tondichter, Maler, Kupferstecher, Lithographen etc. Aus den von ihnen selbst entworfenen oder revidierten Artikeln zusammengestellt ..., München: 1836

- Gemeinsame Normdatei: 124757898
- International Standard Name Identifier: 0000 0000 8204 1922
- Library of Congress Control Number: nr93045115
- MusicBrainz: 4d5e8cdc-73bd-4e1f-b4f3-b183081a7280
- Nationale Bibliotheek van Israël: 987012502727705171
- Nationale Bibliotheek van Polen: a0000001630809
- Nederlandse Thesaurus van Auteursnamen: 146721683
- Système universitaire de documentation: 080733794
- Trove: 1504127
- Virtual International Authority File: 18165489
- WorldCat: E39PBJkMJYGfT3xMY7FxRD4cyd